# 쩐 명종
쩐 명종(베트남어: Trần Minh Tông / 陳明宗, 1300년 9월 4일(음력 8월 21일) ~ 1357년 3월 10일(음력 2월 19일))은 베트남 쩐 왕조의 제5대 황제(재위 : 1314년 ~ 1329년))이다. 이름은 쩐마인(베트남어: Trần Mạnh / 陳奣 진앵)이다. 원사(元史)에는 이름이 진일광(陳日爌)으로 기록되어 있다. 칭호는 영황(Ninh Hoàng/寧皇)이다. 절일은 영천절(寧天節)이다.

## 생애
1300년 8월 21일(9월 4일), 영종(英宗)과 소자황후(昭慈皇后)의 황자로 태어났다.
1305년 1월, 4황자 쩐마인을 동궁태자(東宮太子)로 삼았다.
1309년 1월, 동궁태자를 황태자(皇太子)로 책봉하였다.
1314년 3월 18일(4월 3일), 영종에게 양위를 받아서 황제로 즉위 하였다. 
1320년, 영종 사후에 친정을 직접을 하였지만 치수와 토목공사를 자주 행하였다. 
1329년 2월 15일(3월 15일), 태자 헌종(憲宗)에게 양위하여 태상황이 되었지만, 헌종은 나이가 어렸기 때문에 사실상 명종이 통치를 하였다.
1330년 7월, 참파의 침입을 시작으로, 이민족의 침입이 골치를 썩이게 되어 있었다. 몇 차례 명종은 직접 군을 이끌어 타이족 정벌을 하려했지만, 타이족에게 승리를 얻지 못하고 대패를 당해 많은 병사와 장수를 잃었다. 
1341년 6월 11일(7월 24일), 헌종이 일찍 사망을 하자, 불과 6살에 안된 열번째 아들인 유종(裕宗)을 즉위시키고, 계속 실권을 잡았다. 
1357년 2월 19일(3월 10일), 태상황이 보원궁(保元宮)에서 승하하니, 향년 58세(만 56세)이다.

## 존호, 시호, 묘호, 능호
재위 시 존호는 체천숭화흠명예효황제(Thể Thiên Sùng Hóa Khâm Minh Duệ Hiếu Hoàng Đế/體天崇化欽明睿孝皇帝)이며, 태상황 때 존호는 장요문철태상황제(Chương Nghêu Văn Triết Thái Thượng Hoàng Đế/章堯文哲太上皇帝)이다.
시호는 태상황 존호를 그대로 차용하였으며, 시호는 장요문철황제(Chương Nghêu Văn Triết Hoàng Đế/章堯文哲皇帝)이다.
묘호는 명종(Minh Tông/陳明宗)이며, 능호는 목릉(Mục Lăng/穆陵)이다.

## 가족관계

### 부모
- 부친 : 영종인효황제(Anh Tông Nhân Hiếu Hoàng Đế/英宗仁孝皇帝) 쩐투옌(Trần Thuyên/陳烇/진전)
- 모친 : 소자황후(Chiêu Từ Hoàng Hậu/昭慈皇后) 진씨(Trần thị/陳氏)

### 후비
- 헌자선성황후(Hiến Từ Tuyên Thánh Hoàng Hậu/憲慈宣聖皇后) 진씨(Trần Thị/陳氏) (? ~ 1370년)
- 차비(Thứ Phi/次妃) 여씨(Lê Thị/黎氏)
- 명자황태비(Minh Từ Hoàng Thái Phi/明慈皇太妃) 여씨(Lê Thị/黎氏) (? ~ 1365년) - 생전 칭호는 영자원비(Anh Tư Nguyên phi/英姿元妃).
- 돈자황태비(Đôn Từ Hoàng Thái Phi/敦慈皇太妃) 여씨(Lê Thị/黎氏) (? ~ 1347년) - 생전 칭호는 광헌신비(Quang Hiến Thần phi/光憲宸妃).

### 황자
- 1. 황태자(皇太子) 쩐브엉(Trần Vượng/陳旺/진왕) - 명자황태비 소생. 제6대 황제 헌종(憲宗).
- 2. 공정대왕(Cung Tĩnh Đại Vương/恭靜大王) 쩐응우옌딱(Trần Nguyên Trác/陳元晫/진원탁) (1319년 ~ 1370년)
- 3. 공정왕(Cung Định Vương/恭定王) 쩐푸(Trần Phủ/陳暊/진부) - 차비 여씨 소생. 제9대 황제 예종(藝宗).
- 4. 공민왕(Cung Mẫn Vương/恭敏王) 쩐응우옌후(Trần Nguyên Hú/陳元煦/진원후) (? ~ 1347년)
- 5. 공간왕(Cung Giản Vương/恭簡王) 쩐응우옌탓(Trần Nguyên Thạch/陳元石/진원석) (? ~ 1350년)
- 6. 공숙왕(Cung Túc Vương/恭肅王) 쩐응우옌죽(Trần Nguyên Dục/陳元昱/진원욱) (1335년 ~ 1364년) - 제10대 황제 혼덕공 쯔엉냣레의 양부. 황태백(皇太伯)으로 추존.
- 7. 공신왕(Cung Tín Vương/恭信王) 쩐티엔탓(Trần Thiên Trạch/陳善澤/진선택) (? ~ 1379년)
- 8. 황태제(皇太弟) 쩐하오(Trần Hạo/陳暭/진호) - 헌자선성황후 소생. 제7대 황제 유종(裕宗).
- 9. 공선왕(Cung Tuyên Vương/恭宣王) 쩐낀(Trần Kính/陳曔/진경) - 돈자황태비 소생. 제10대 황제 예종(睿宗).

### 황녀
- 1. 천녕공주(Thiên Ninh Công Chúa/天寧公主) - 헌자선성황후 소생.
- 2. 휘녕공주(Huy Ninh Công Chúa/徽寧公主) - 호꾸이리의 정실부인이자 호한트엉의 생모, 호꾸이리가 즉위하자마자 대자황후(Thái Từ hoàng hậu/太慈皇后)로 추존.

## 기년
| 명종        | 원년            | 2년        | 3년        | 4년        | 5년        | 6년        | 7년        | 8년        | 9년        | 10년       |
| ----------- | --------------- | ---------- | ---------- | ---------- | ---------- | ---------- | ---------- | ---------- | ---------- | ---------- |
| 서력 (西曆) | 1314년          | 1315년     | 1316년     | 1317년     | 1318년     | 1319년     | 1320년     | 1321년     | 1322년     | 1323년     |
| 간지 (干支) | 갑인(甲寅)      | 을묘(乙卯) | 병진(丙辰) | 정사(丁巳) | 무오(戊午) | 기미(己未) | 경신(庚申) | 신유(辛酉) | 임술(壬戌) | 계해(癸亥) |
| 연호 (年號) | 대경(大慶) 원년 | 2년        | 3년        | 4년        | 5년        | 6년        | 7년        | 8년        | 9년        | 10년       |
| 명종        | 11년            | 12년       | 13년       | 14년       | 15년       | 16년       |            |            |            |            |
| 서력 (西曆) | 1324년          | 1325년     | 1326년     | 1327년     | 1328년     | 1329년     |            |            |            |            |
| 간지 (干支) | 갑자(甲子)      | 을축(乙丑) | 병인(丙寅) | 정묘(丁卯) | 무진(戊辰) | 기사(己巳) |            |            |            |            |
| 연호 (年號) | 개태(開泰) 원년 | 2년        | 3년        | 4년        | 5년        | 6년        |            |            |            |            |

| 전 임 쩐 영종 | 제5대 베트남 쩐 왕조의 황제 1314년 ~ 1329년 | 후 임 쩐 헌종 |